# Georges Morel
Georges Morel, francoski veslač, * 11. julij 1938, La Teste-de-Buch, Gironde, Francija, † 21. november 2004, La Teste-de-Buch.
Morel je za Francijo nastopil na Poletnih olimpijskih igrah 1964 v Tokiu, kjer je kot član francoskega dvojca s krmarjem osvojil srebrno medaljo. 